# Le Suroît
Die Le Suroît ist ein ehemaliges Forschungsschiff des französischen Forschungsinstituts Ifremer. Bereedert wurde es von Genavir.
2017 wurde das Schiff verkauft. Das in Grand Nord umbenannte Schiff soll zu einer Expeditionsyacht umgebaut werden.

## Geschichte
Das Schiff wurde Mitte der 1970er Jahre unter der Baunummer 1243 auf der französischen Werft Ateliers et Chantiers de La Manche in Dieppe gebaut und Anfang 1975 fertiggestellt.
Das Schiff war 1985 an der Expedition zur Suche des Wracks der Titanic beteiligt. 1999 wurde es umgebaut und modernisiert.
2017 wurde das Schiff nach Polen verkauft. Das in Grand Nord umbenannte und unter die Flagge Panamas gebrachte Schiff soll in Danzig zu einer Expeditionsyacht umgebaut werden.

## Technische Daten
Das Schiff wird von zwei Zwölfzylinder-Viertakt-Dieselmotoren mit jeweils 600 kW Leistung angetrieben. Die Motoren wirken auf einen Verstellpropeller. Das Schiff erreicht eine Geschwindigkeit von 14 kn. Es verfügt über ein Aktivruder mit 110 kW Leistung und ein Bugstrahlruder mit 150 kW Leistung.
Für die Stromversorgung stehen zwei Generatoren mit einer Leistung von jeweils 500 kW (Scheinleistung: 625 kVA), die von den Hauptmaschinen angetrieben werden, zur Verfügung. Daneben wurde ein Dieselgenerator mit einer Leistung von 144 kW (Scheinleistung: 180 kVA) verbaut.
Der Rumpf des Schiffes ist eisverstärkt.

## Ausstattung

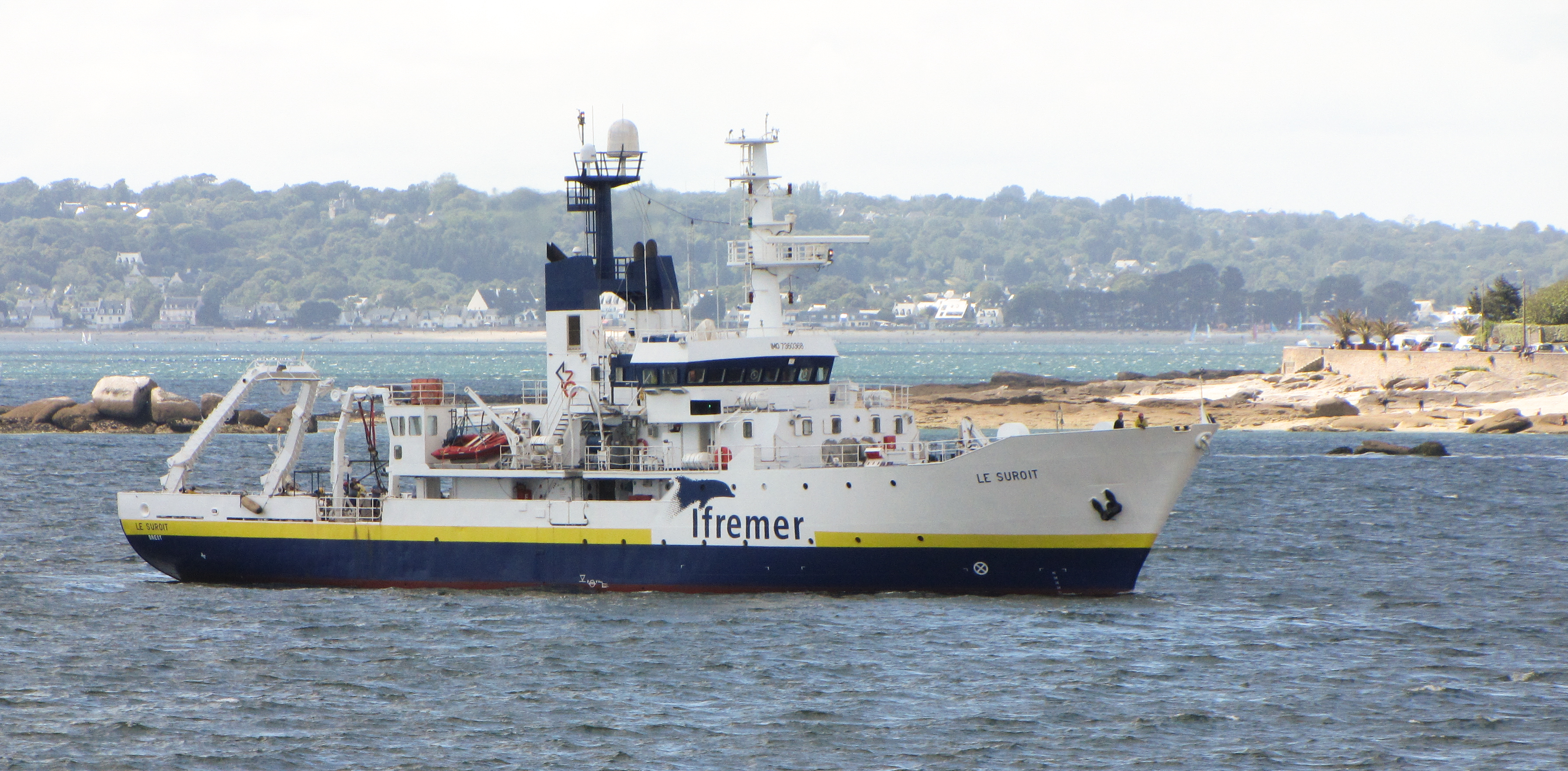
Le Suroît

Das Schiff war mit verschiedenen für die Forschungsarbeiten benötigten Anlagen ausgestattet, darunter Echolote, Sonar, Thermosalinograph und Bathythermograph. Für die Forschung standen mehrere Räume zur Verfügung, darunter ein Nass- und ein Trockenlabor. An Bord befanden sich Stellplätze für vier 20-Fuß-Container.
Das Schiff verfügte über mehrere Krane, darunter ein Kran auf der Backbordseite sowie eine Krananlage auf der Steuerbordseite auf dem Achterdeck. Am Heck des Schiffes befindet sich ein Heckgalgen. Weiterhin befanden sich verschiedene Winden an Deck.
An Bord war neben der Besatzung Platz für 14 Wissenschaftler und anderes für Forschungsfahrten benötigtes Personal.
Nach dem Umbau zur Expeditionsyacht stehen 16 Doppelkabinen für 32 Passagiere sowie neun Kabinen für insgesamt 16 Besatzungsmitglieder zur Verfügung. Für die Passagiere stehen ein Speisesaal und ein Aufenthaltsraum sowie eine Bibliothek, ein Fitnessraum, eine Sauna und ein Whirlpool zur Verfügung.